# Dong Dong
Dong Dong (chinesisch 董棟 / 董栋, Pinyin Dǒng Dòng; * 13. April 1989 in Zhengzhou) ist ein chinesischer Trampolinturner. Er wird von Cai Guangliang trainiert.
Im Jahr 2005 wurde Dong chinesischer Meister im Trampolinturnen. In der Folge konnte er auch international Erfolge verbuchen. So belegte Dong Dong bei den Trampolinweltmeisterschaften 2007 in Québec den zweiten Platz im Einzel und gewann somit Silber. Er war Mitglied des chinesischen Kaders für die Olympischen Sommerspiele 2008 in Peking. Er nahm im Einzelwettbewerb teil und erreichte die Bronzemedaille hinter dem Kanadier Jason Burnett und seinem Landsmann Lu Chunlong. Bei den Trampolinweltmeisterschaften 2009 in Sankt Petersburg wurde Dong zum ersten Mal Weltmeister im Einzel. Bei den Trampolinweltmeisterschaften 2010 konnte er seinen Titel im Einzel erfolgreich verteidigen, bei den Weltmeisterschaften 2011 gewann er die Silbermedaille im Einzel. 2012 wurde Dong Dong bei den Olympischen Spielen in London Olympiasieger im Einzel. Bei den Olympischen Spielen 2016 in Rio de Janeiro musste er sich dem belarussischen Trampolinturner Uladsislau Hantscharou geschlagen geben und gewann die Silbermedaille im Einzel. 2017 gewann er bei der Weltmeisterschaft Bronze im Einzel und Gold mit der Mannschaft. Bei den Olympischen Spielen 2020 in Tokio gewann er erneut Silber; diesmal hinter dem Belarussen Iwan Litwinowitsch und vor dem Neuseeländer Dylan Schmidt.